# Cordia uncinulata
Cordia uncinulata är en strävbladig växtart som beskrevs av De Wild.. Cordia uncinulata ingår i släktet Cordia, och familjen strävbladiga växter. Inga underarter finns listade i Catalogue of Life.